# Kinderverhalen
Kinderverhalen was een serie boeken met korte verhalen, uitgegeven door Uitgeverij Holland in Haarlem. De boeken werden in de jaren zestig en zeventig geschreven door bekende kinderboekenschrijvers als Mies Bouhuys, Hans Andreus en Paul Biegel, en werden veelal geïllustreerd door Babs van Wely.

## Overzicht van schrijvers
- 1963 - Hans Andreus
- 1964 - Mies Bouhuys
- 1965 - Annet van Battum
- 1965 - Clare Lennart
- 1966 - Paul Biegel

- 1971 - Harriet Laurey
- 1973 - Loes Hermans
- 1984 - Remco Campert (als Kinderverhalen van Remco Campert)
- 1990 - Hans Andreus (als Kinderverhalen rond Kerstmis)
- 1998 - Leny van Grootel (als Kinderverhalen rond Kerstmis)